# 임유관 전투
임유관 전투(臨渝關戰鬪)는 고구려와 수나라의 전쟁 중 제1차 전쟁에서 벌어진 전투이다. 임유관을 중심으로 수나라의 30만 병력을 물리쳤다고 한다. 이 전투는 진주 강씨의 족보 및 신채호의 《조선상고사》 국내외 다른 사료에는 1차 고수전쟁의 경과를 보급 부족 및 장마·태풍으로 인해 자진 철퇴한 것으로 기록하고 있다.

## 원인
581년, 수 문제 양견은 황제에 등극하고, 589년 진나라를 멸망시키고 중국을 통일하였다. 진주 강씨 족보에 따르면 597년(고구려 영양왕 8년), 수나라는 국력을 과시하고자 고구려에 신하의 예로써 분수를 지키라는 모욕적인 국서를 보내 고구려를 도발하였다. 이에 대노한 영양왕은 신하들과 답서를 보낼 것을 의논하였고 강이식은 "이같이 오만 무례한 글은 붓으로 화답할 것이 아니요 칼로 화답할 것입니다."며 전쟁을 벌일 것을 주장하였다고 한다. 이후 벌어진 전투 역시 강이식이 병마원수(兵馬元帥)가 되어 주도하였다.

## 임유관 전투
개전을 결의한 영양왕은 강이식을 병마원수로 삼아 정병 50,000명으로 임유관을 공격하게 하였다. 먼저 말갈 군사 10,000명으로 하여금 요서에 침입하였고 수의 군사를 유인하였고, 거란 군사 수천명으로 바다를 건너가 지금의 산동(山東)을 쳤으나 패배하였고 이때부터 고구려와 수나라의 본격적인 전쟁이 시작되었다. 강이식은 수나라의 영주총관(營州總管) 위충 (韋沖)과 접전하다 패하였고, 이에 분노한 수 문제는 양양(楊諒)에게 300,000명의 대군을 주어 임유관에서 출정하게 하고 주나후(周羅喉)에게 수군을 맡겼다. 주나후는 수군을 이끌고 평양으로 나아가겠다고 소문을 퍼뜨렸으나 강이식은 속임수를 간파하고 요하로 향하는 수군을 요격하여 격파하였다. 이후 성채를 지키면서 지구전을 펼쳐 수나라 군대는 양식이 떨어지고 장마로 인해 전염병이 돌아 퇴군하였다. 강이식이 이를 추격하여 임유관에서 섬멸하였다고 한다.
이러한 전과는 진주 강씨 족보 및 그에 근거한 후대의 사료에만 기록되어 있으며, 다른 국내외 사료에는 고구려가 말갈 군사 10,000명으로 요서를 침입하였다가 영주총관 위충에게 격퇴된 사실만 기록되어 있다. 이후 벌어진 수나라의 1차 공격도 특별한 전투 없이 요하 인근까지 진출하였다가 군량 부족 및 전염병, 폭풍우 등으로 인해 퇴각한 것으로 나타난다. 신채호는 이러한 기록은 중국 측에서 패배를 감추기 위해 왜곡하여 기록한 것이라 주장하였다.

## 참고 자료
- 조선상고사
- 삼국사기
- 수서

## 같이 보기
- 고구려-수 전쟁
- 강이식
- 살수대첩
- 산해관 (임유관)